# اريك كيرنز
اريك كيرنز هو لاعب هوكي جليد كندي، ولد في 27 يونيو 1974 في أوكفيل في كندا.

## وصلات خارجية
- اريك كيرنز على موقع دوري الهوكي الوطني (الإنجليزية)
- اريك كيرنز على موقع قاعة مشاهير الهوكي (لاعب أن.إتش.أل) (الإنجليزية)
- اريك كيرنز على موقع EliteProspects.com (الإنجليزية)
- اريك كيرنز على موقع HockeyDB.com (الإنجليزية)
- اريك كيرنز على موقع Hockey-Reference.com (الإنجليزية)